# Omalotheca norvegica
Omalotheca norvegica là một loài thực vật có hoa trong họ Cúc. Loài này được (Gunnerus) Sch.Bip. & F.W.Schultz mô tả khoa học đầu tiên năm 1861.